# كارل كريستيان فريدريش كراوس
كارل كريستيان فريدريش كراوس (بالألمانية: Karl Christian Friedrich Krause)‏ (و. 1781 – 1832 م) هو فيلسوف، وأستاذ جامعي ألماني، ولد في آيزنبرغ، توفي في ميونخ، عن عمر يناهز 51 عاماً، بسبب سكتة.

## التعليم
تعلم في جامعة ينا.

## روابط خارجية
- كارل كريستيان فريدريش كراوس على موقع الموسوعة البريطانية (الإنجليزية)